# Tritonia
Tritonia Cuvier, 1798 è un genere di molluschi nudibranchi della famiglia Tritoniidae.

## Tassonomia
Il genere comprende le seguenti specie:
- Tritonia antarctica Pfeffer in Martens & Pfeffer, 1886
- Tritonia australis (Bergh, 1898)
- Tritonia bollandi V. G. Smith & Gosliner, 2003
- Tritonia callogorgiae Chimienti, Furfaro & Taviani, 2020
- Tritonia challengeriana Bergh, 1884
- Tritonia coralliumrubri Doneddu, Sacco & Trainito, 2014
- Tritonia dantarti Ballesteros & Avila, 2006
- Tritonia episcopalis Bouchet, 1977
- Tritonia exsulans Bergh, 1894
- Tritonia festiva (Stearns, 1873)
- Tritonia flemingi (Powell, 1937)
- Tritonia griegi Odhner, 1922
- Tritonia hirondelle Ortea & Moro, 2020
- Tritonia hombergii Cuvier, 1803
- Tritonia incerta Bergh, 1904
- Tritonia indecora Bergh, 1907
- Tritonia ingolfiana (Bergh, 1899)
- Tritonia iocasica S.-Q. Zhang & S.-P. Zhang, 2021
- Tritonia newfoundlandica Valdés, Murillo, McCarthy & Yedinak, 2017
- Tritonia odhneri Er. Marcus, 1959
- Tritonia olivacea Bergh, 1905
- Tritonia pallescens Eliot, 1906
- Tritonia pallida Stimpson, 1855
- Tritonia poirieri (Mabille & Rochebrune, 1889)
- Tritonia primorjensis Minichev, 1971
- Tritonia psoloides Aurivillius, 1887
- Tritonia tetraquetra (Pallas, 1788)
- Tritonia vorax (Odhner, 1926)